# Matts Persson i Utsund
Matts Persson, född 19 juni 1754 i Folkärna församling, Kopparbergs län, död 20 december 1809 i Sankt Nikolai församling, Stockholms län, var en svensk bonde och riksdagsman.
Matts Persson var son till bonden Per Leonhardsson. 1774 tog han över faderns gård i Utsund, Folkärna socken. Han valdes till riksdagsman för bondeståndet vid riksdagen 1786, och sedan åter vid riksdagarna 1800 och 1809-1810. Som sådan var han ledamot av bevillningsutskottet 1800 och av konstitutionsutskottet och hemliga utskottet från 1809. Han var även fullmäktig i Riksgäldskontoret 1800-1808. Han sägs ha lett bondeståndets kritik mot Anders af Håkansson och försvarade Peter Svartengren utröstades från bondeståndets riksdagsgrupp. Han avled under pågående riksdag.